# Сајентифик Атланта
Сајентифик Атланта (енгл. Scientific Atlanta Inc), сада део компаније Циско, произвођач је опреме за кабловску телевизију, телекомуникације, и широкопојасни приступ. Компанију је 1951. године основала група инжењера са Џорџијског технолошког института.
Сајентифик Атланта је водећи снабдевач преносних мрежа широкопојасног приступа за домаћинства, Сет-топ боксова, кабловских модема и дигиталних интерактивних претплатничких система за видео, брзи приступ Интернету, гласовну комуникацију, и мреже интернет телефоније (ВоИП).
Производи за кабловску телевизију, као што су опрема за мреже преко оптичког кабла, дигитални кабловски пријемници и кабловски модеми су најраспрострањенији производи компаније Сајентифик Атланта.
25. фебруара 2006, Сиско је објавио да је завршена аквизиција Сајентифик Атланте, вредна близу 7 милијарди долара.